# Gozu
Gozu (極道恐怖大劇場　牛頭　ＧＯＺＵ, Gokudō kyōfu dai-gekijō: Gozu, literalment: Teatre d’Horror Yakuza: Cap de Toro) és una pel·lícula de ficció criminal i comèda de terror japonesa del 2003 dirigida per Takashi Miike i escrita per Sakichi Sato. La pel·lícula combina històries de yakuza amb històries de fantasmes, vinyetes estranyes, llegendes urbanes i Llegendes populars japoneses.

## Argument
Ozaki (Aikawa), un yakuza mentalment inestable, mata un chihuahua fora d'un restaurant després d'haver-se convençut que en realitat és un gos d'atac entrenat per matar gàngsters. Veient Ozaki com un risc per a la seguretat, el cap del clan yakuza Azamawari (Ishibashi) ordena al seu company Minami (Sone) que el mati i llenci el seu cos en un dipòsit de l'empresa.
Minami, reticent a assassinar Ozaki, sense voler-ho el mata quan l'empeny a terra en un intent d'evitar que mati una dona innocent que confon amb un assassí. Després de trobar la carretera per la qual conduïa misteriosament substituïda per un gran llac, entra a una cafeteria per trobar un telèfon. En Minami rep un Chawanmushi gratuït que el fa vomitar violentament al bany i torna a descobrir que el cos d'Ozaki ha desaparegut. Quan pregunta a la gent del poble, troba que la majoria d'ells són aprensius i poc col·laboradors. Aleshores es proposa explorar el suburbi de Nagoya, gairebé desert i degradat, en un intent desesperat de recuperar el cos, només per trobar-se atrapat en una sèrie de situacions cada cop més surrealistes. Coneix diversos personatges estranys, com ara una hostadera gran obsessionada amb la seva llet materna, el seu estrany germà que suposadament pot canalitzar els esperits, un cambrer que va morir fa tres anys en un accident de cotxe i gozu o un home amb cap de vaca, que se li apareix en un somni. La Minami segueix a l'Ozaki fins a un dipòsit de ferralla, on li diuen que va ser assassinat i convertit en un vestit de pell. Torna al seu cotxe per trobar una noia (Yoshino) que diu ser Ozaki. Després de compartir detalls íntims de la seva vida, així com un dels seus somnis, la creu.
Minami i la dona Ozaki passen la nit en un hotel. Durant la nit, Minami escolta el que sembla una veu que emana de la vagina de la dona Ozaki mentre dorm. Es desperta i li pregunta a Minami si vol tenir sexe amb ella; rebutja els seus avenços.
L'endemà, Minami condueix a la dona Ozaki a l'oficina de la seva banda, amb la intenció d'explicar la situació al seu cap. No obstant això, un cop arriben, la dona Ozaki afirma que en realitat és la filla del cap difunt d'una altra família yakuza, i que desitja començar a treballar per al cap de Minami.
El cap porta la dona Ozaki al seu despatx per tenir sexe amb ella, deixant Minami fora. El cap s'insereix el mànec d'una cullera a l'anus, ja que sembla que aquesta és l'única manera que pot aconseguir una erecció. Minami torna a colar-se a l'oficina i s'enfronta al seu cap; en l'altercat físic següent, el cap cau cap enrere, empalant-se a la cullera aconseguint l'orgasme. Minami electrocuta el cap inconscient amb cables exposats des d'una lluminària, i després marxa amb la dona Ozaki.
Minami i la dona Ozaki tornen a casa de Minami. Minami cedeix a les seves temptacions i, a instàncies de la femella Ozaki, comencen a tenir relacions sexuals. Tanmateix, tan bon punt la penetra, alguna cosa s'enganxa al seu penis des de l'Ozaki femella; mentre Minami retrocedeix horroritzat, una mà humana emergeix de la vagina de la dona Ozaki. Aleshores, l'Ozaki masculí original s'extreu de la dona Ozaki mentre Minami s'amaga a la cantonada de l'habitació.
A l'escena final de la pel·lícula, es veu a Minami i l'Ozaki masculí, juntament amb la dona Ozaki, caminant junts pel carrer, agafats pels braços.

## Repartiment
- Hideki Sone com a Minami
- Mostra Aikawa com a Ozaki
- Kimika Yoshino com a Ozaki femení
- Shōhei Hino com a Nose
- Keiko Tomita com a posada
- Harumi Sone com el germà de l'hostaler
- Renji Ishibashi com a cap

## Estrena
Filmada amb un pressupost reduït, la pel·lícula estava planejada originalment per a l'estrena directa a vídeo en DVD. No obstant això, la seva positiva recepció al 56è Festival Internacional de Cinema de Canes el maig de 2003 va aconseguir la seva estrena en cinemes a l'estranger. També va formar part de la secció oficial del XXXVI Festival Internacional de Cinema Fantàstic de Catalunya, on va guanyar el premi als millors efectes especials i el premi especial del jurat.

## Recepció crítica
Al lloc web de l'agregador de ressenyes Rotten Tomatoes, la pel·lícula té una puntuació d'aprovació del 72%, basada en 57 ressenyes. Metacritic, que utilitza una mitjana ponderada, assignada a la pel·lícula té una puntuació de 58 sobre 100 basada en 19 crítics, que indica "Revisions mixtes o mitjanes". En una ressenya per The Washington Post, Michael O'Sullivan va escriure que "Gozu no té molt sentit sobre el paper. Com a pel·lícula, però, d'alguna manera se sent rica i hilarantment real, fins i tot, en el seu moment més estrany, familiar." Ty Burr de The Boston Globe la va anomenar "desenvolupada creativament" i s'hi va referir com "no la teva pel·lícula de mitjanit habitual, sinó una cosa més hermètica." Jay Boyar de Orlando Sentinel també va fer una crítica positiva de la pel·lícula, escrivint que "hi ha alguna cosa convincent sobre la manera en què aquesta pel·lícula aprofita de manera furtiva les nostres fantasies psicosexuals col·lectives."
A. O. Scott de The New York Times va escriure que "Per als fans del Sr. Miike, serà un compendi indispensable de preses i esbossos. Per a altres, serà una introducció desconcertadora i provocadora a la seva imaginació inquietant, desenfrenada i prodigiosa." Stephen Hunter de The Washington Post va escriure que la pel·lícula "no està en línia amb el millor treball [de Miike]". G. Allen Johnson de SFGate va escriure que la pel·lícula "només és per als monstres de Miike (i ja saps qui sou). Tots els altres: quedeu-vos lluny, lluny." Jeff Shannon de The Seattle Times va anomenar la pel·lícula "un embolic indisciplinat", i va escriure que "canvia la lògica de malson de Lynch per una incoherència exasperant".